# Delphine Forest
Delphine Forest (n. 28 august 1966, Paris, Franța – d. 31 ianuarie 2020, Paris, Franța) a fost o actriță franceză.

## Carieră
Tatăl său era medic, iar mama sa era profesoară și rector de universitate. A studiat la École Alsacienne, unde a descoperit teatrul, datorită profesorului său de franceză/engleză care a încurajat-o în această direcție. S-a înscris fără succes la Conservatorul din Paris în anul bacalaureatului. A intrat apoi la Cours Simon și a obținut premiul al II-lea la concursul din anul II, studiind limbile O, secția rusă. Delphine este absolventă a Institutului Gemmologic din Moscova.

## Decesul
Ea a murit de cancer la data de 31 ianuarie 2020 în Paris.

## Filmografie
| An   | Titlu                                | Rol                            | Note        |
| ---- | ------------------------------------ | ------------------------------ | ----------- |
| 1988 | Bonjour l'angoisse                   | Natacha Michaud                |             |
| 1988 | Marcus Welby, M.D.: A Holiday Affair | Anna Depuy                     |             |
| 1989 | The Betrothed                        | Lucia Mondella                 | miniserie   |
| 1989 | Boris Godunov                        | Marina Mnichek                 |             |
| 1990 | There Was a Castle with Forty Dogs   | Violetta                       |             |
| 1990 | Amuzamentele din viața privată       | Mathilde Seurat / Julie Renard |             |
| 1990 | Europa Europa                        | Inna Moyseyevna                |             |
| 1993 | Le nombril du monde                  | Habiba                         |             |
| 1993 | Mauvais garçon                       | Léa                            |             |
| 1996 | Puterea minții                       | Sharon                         |             |
| 1998 | Villa vanille                        | Ariane                         |             |
| 2002 | Le chant de la viande                |                                | scurtmetraj |
| 2003 | Isa                                  | Hélène                         | scurtmetraj |
| 2006 | And Quiet Flows the Don              | Aksinia                        | 7 episoade  |
| 2011 | Section de recherches                | Sophie Granjon                 | 1 episod    |
| 2016 | Crush in Jaipur                      | Marie                          |             |